# D75-4590
D75-4590是一种含氮有机化合物，分子式C21H27N5，属于吡多苯并咪唾衍生物，可作为抗真菌药，抑制真菌的β-葡聚糖生物合成。